# گرف‌کیوال
گرف‌کیوال (انگلیسی: GraphQL) یک زبان پرسمان به طور داخلی توسعه‌داده شده توسط فیس‌بوک در ۲۰۱۲ پیش از انتشار عمومی در ۲۰۱۵ است که یک جایگزین به معماری‌های  REST  و خدمات وب تک‌کاره ارائه می‌دهد و اجازه می‌دهد که مشتری‌ها ساختار دادهٔ موردنیاز را تعریف کنند و ساختار دقیقاً مشابه توسط کارساز بازگردانی می‌شود. ساختار زمان اجرای آن سختگیر در نوع است که اجازه می‌دهد مشتری‌ها مشخص کنند که چه داده‌ای مورد نیاز است. این ساختار از مشکلات واکشی بیشتر و همچنین واکشی کمتر داده‌ها جلوگیری می‌کند. گرف‌کیوال در زبان‌های مختلفی پیاده‌سازی شده است، از جمله جاوااسکریپت، پایتون، روبی، جاوا، سی‌شارپ، اسکالا، گو، الیکسر، ارلنگ، پی‌اچ‌پی، و کلوژر.